# Svartbyn
Svartbyn – miejscowość (tätort) w Szwecji, w regionie administracyjnym (län) Norrbotten, w gminie Överkalix.
Według danych Szwedzkiego Urzędu Statystycznego liczba ludności wyniosła: 265 (31 grudnia 2015), 254 (31 grudnia 2018) i 259 (31 grudnia 2019).